# ヴィリゲリム・ヴィトゲフト
ヴィリゲリム・カールロヴィチ・ヴィトゲフト（ロシア語: Вильгельм Карлович Витгефт, ラテン文字転写: Vilgelm Karlovich Vitgeft ヴィリギェーリム・カールラヴィチュ・ヴィードギフト; ドイツ語: Wilhelm Karlowitsch Withöft ヴィルヘルム・カルロヴィッチュ・ヴィートヘフト、1847年10月14日 - 1904年8月10日）は、帝政ロシアの海軍軍人。
日露戦争では旅順艦隊を率いて黄海海戦を戦ったが、戦死した。

## 経歴
ドイツ系の家庭にオデッサで生まれる。1868年に海軍学校を優良な成績で卒業し、クリッパー「フサードニク」乗組員として世界周航。1870年に下士官、1873年に少尉に任官する。1875年から3年間、砲術と機雷の専門教育を受ける。のちバルチック艦隊に配属される。1885年、航洋砲艦「グロザー」で初めて艦長を務める。1892年に水雷巡洋艦「ヴォエヴォーダ」艦長。1894年大佐に昇進、2等巡洋艦「ナエーズニク」の指揮を取る。1895年からは1等巡洋艦「ドミートリイ・ドンスコイ」、1898年からは装甲艦「オスリャービャ」の艦長を務める。1899年10月26日、太平洋艦隊に転属し、司令長官エヴゲーニイ・アレクセーエフの元で参謀長となる。同時に准将に昇進。アレクセーエフが極東総督に昇格すると、共に異動となり総督付海軍幕僚長となった。

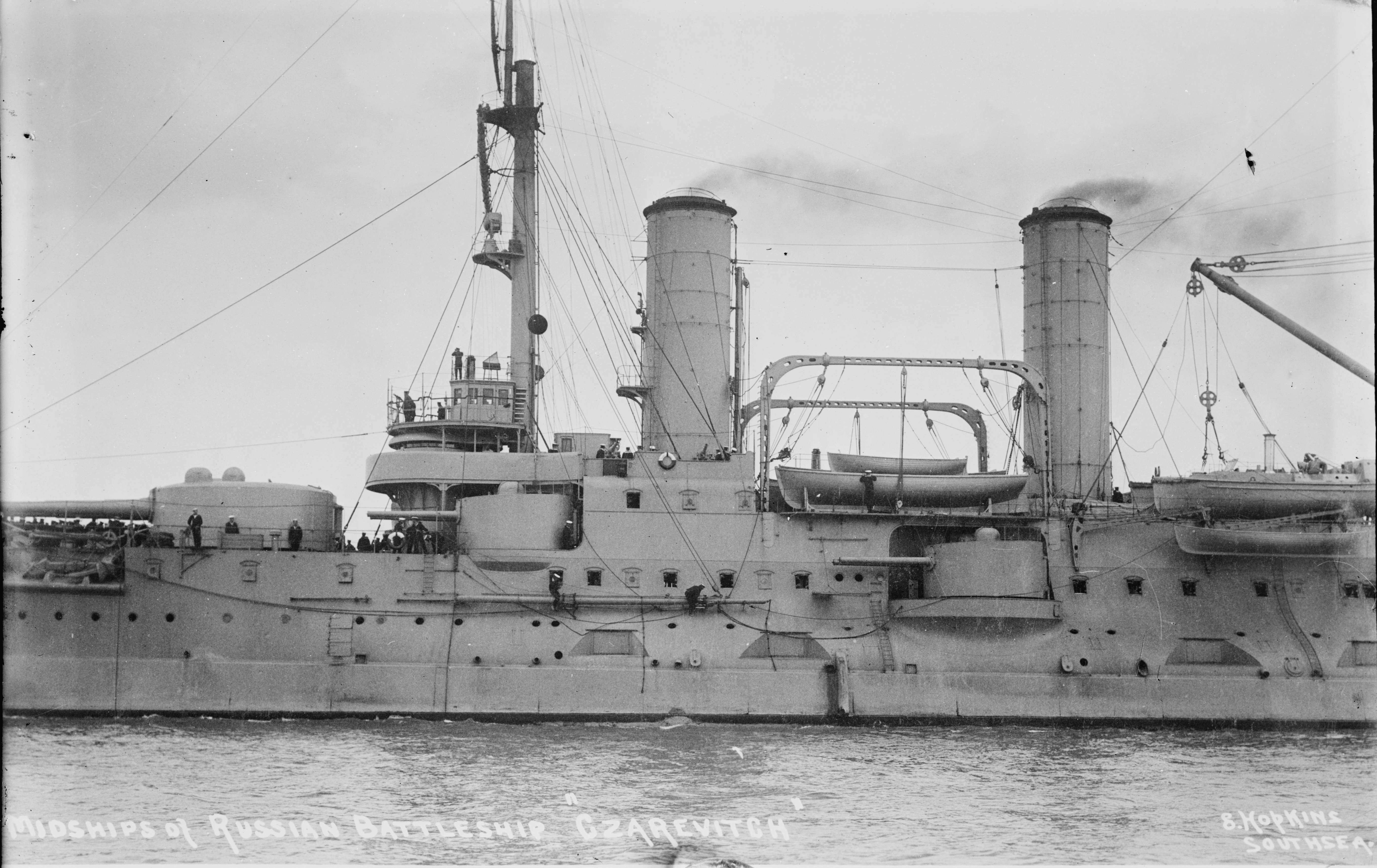
ウィトゲフトが座乗した旗艦「ツェサレーヴィチ」。マストの下が艦橋。

1904年の日露戦争勃発後、ステパン・マカロフが太平洋艦隊司令長官となるとアレクセーエフと共に奉天（現在の瀋陽）へ赴いていたが、マカロフの戦死により後任のニコライ・スクルイドルフ中将着任までアレクセーエフが直接指揮を執ることになり、共に旅順へ戻って臨時ではあるが再び艦隊参謀長となった。ところが日本陸軍第二軍が遼東半島に上陸すると後方との連絡が絶たれることを憂慮したアレクセーエフは奉天に戻ることになり、ヴィトゲフトが旅順に残って臨時艦隊司令長官となった。スクルイドルフが連絡途絶まで間に合わなかったため、艦隊の指揮を執り続けることになった。
マカロフは戦力温存策を取りながらも積極的に出撃を行ったが、ヴィトゲフトはほとんど出撃を行わなかった。旅順が孤立するようになると戦略方針が転換されウラジオストク港への脱出が命じられた。優勢な敵を前に脱出はなかなか実行できず、6月23日に一度は実行しようとするも発見されると中止する。旅順が日本軍の包囲を受けると退嬰的な姿勢が批判を浴び、ついには皇帝ニコライ2世の電報を受け、陸上部隊から砲撃を受けたこともあって8月10日にウラジオストク港への脱出を目指して出撃する。
港から40海里を過ぎたところで東郷平八郎率いる連合艦隊に捕捉され、海戦となる。その最中、ウィトゲフトが居た旗艦「ツェサレーヴィチ」の艦橋を、連合艦隊旗艦三笠が放った12インチ砲弾が直撃、羅針艦橋で指揮を執っていた彼を戦死させた。その死はロシア艦隊に大混乱をもたらし、旅順艦隊は大半が旅順に戻りその他は全て使用不能（中立国抑留を含む）となってしまった。